# Mood
Mood – singel amerykańskiego rapera i piosenkarza 24kGoldnena, zawierająca gościnny udział amerykańskiego rapera i piosenkarza Ianna Diora. Singel został wydany 24 lipca 2020 roku przez Columbia Records, znalazł się na debiutanckim albumie Goldena, El Dorado (2021). Został wyprodukowany przez: KBeazy, Omer Fedi i Blake Slatkin.
Utwór stał się komercyjnym sukcesem na całym świecie po zdobyciu popularności w aplikacji TikTok. „Mood” zadebiutował na pierwszym miejscu listy Billboard Hot 100 oraz w 16 innych krajach, stając się również pierwszą piosenką, która znalazła się na szczycie list przebojów Hot 100, Hot Rock & Alternative Songs, Hot Alternative Songs i Hot Rap Songs jednocześnie w tym samym tygodniu. Piosenka została również certyfikowana podwójną platyną przez Recording Industry Association of America (RIAA). Teledysk do „Mood” został wydany 5 sierpnia 2020 roku i wyreżyserował Sebastian Sdaigui. Remiks piosenki z kanadyjskim piosenkarzem Justinem Bieberem i kolumbijskim piosenkarzem J Balvinem został wydany 6 listopada 2020 roku.

## Certyfikaty i sprzedaż
| Kraj                      | Certyfikat         | Sprzedaż    |
| ------------------------- | ------------------ | ----------- |
| Australia (ARIA)          | 7× platynowa płyta | 490 000+    |
| Austria (IFPI Austria)    | 3× platynowa płyta | 90 000+     |
| Belgia (BEA)              | 2× platynowa płyta | 80 000+     |
| Dania (IFPI Danmark)      | 2× platynowa płyta | 180 000+    |
| Francja (SNEP)            | diamentowa płyta   | 333 333+    |
| Hiszpania (Promusicae)    | 2× platynowa płyta | 120 000+    |
| Kanada (MC)               | diamentowa płyta   | 800 000+    |
| Meksyk (AMPROFON)         | 2× platynowa płyta | 120 000+    |
| Niemcy (BVMI)             | 2× platynowa płyta | 800 000+    |
| Nowa Zelandia (RMNZ)      | 5× platynowa płyta | 150 000+    |
| Polska (ZPAV)             | 2× platynowa płyta | 40 000+     |
| Portugalia (AFP)          | 4× platynowa płyta | 40 000+     |
| Stany Zjednoczone (RIAA)  | 7× platynowa płyta | 7 000 000+  |
| Szwajcaria (IFPI Schweiz) | platynowa płyta    | 20 000+     |
| Szwecja (GLF) (streaming) | 4× platynowa płyta | 32 000 000+ |
| Wielka Brytania (BPI)     | 3× platynowa płyta | 1 800 000+  |
| Włochy (FIMI)             | 3× platynowa płyta | 210 000+    |